# La ragazza dalla pelle di corallo
La ragazza dalla pelle di corallo è un film del 1976 diretto da Osvaldo Civirani.

## Trama
Giunto a Santo Domingo per studiare nuovi metodi di coltivazione del tabacco, Fabrizio viene ospitato dall'americano Barrymore che si sente in dovere di fornirgli Mayra, bellissima mulatta, come momentanea accompagnatrice.
L'italiano, stanco di sua moglie Laura, femminista e indipendente, decide di stabilirsi nelle Antille e liquida la moglie per telefono. Decide di mettere su casa con Mayra e accetta il lavoro dal Barrymore. 
Questi, tuttavia, navigando in cattive acque, si è dato al traffico di valuta estera falsa con la complicità di José un portoricano che, tra l'altro è rivale di Fabrizio proprio per il possesso di Mayra. 
Da quel momento Fabrizio dovrà dimostrarsi un ingenuo per non finire nei guai.